# Symmachia triangularis
Espèce
Symmachia triangularis est une espèce d'insectes lépidoptères de la famille des Riodinidae et du genre Symmachia.

## Taxonomie
Symmachia triangularis a été décrit par Thieme en 1907 sous le nom de Panara triangularis.

## Description
Symmachia triangularis est un papillon noir aux ailes antérieures barrées d'orange et à l'apex anguleux. Les ailes postérieures sont noires à angle anal anguleux.
Le revers présente la même ornementation en plus clair, les ailes antérieures sont barrées et poudrées de jaune.

## Écologie et distribution
Symmachia triangularis est présent en Colombie, en  Équateur et en Guyane,.

### Protection
Pas de statut de protection particulier.